# 王学曾
王学曾（1869年—?），字少鲁，山西文水县人，清末民初政治人物、学者。

## 生平
光緒十九年（1893年）癸巳恩科山西鄉試第一名舉人（解元）。新疆候补道。历任山东乐陵县、惠民县、历城县、冠县等县知县。历充直隶总督署文案，直隶谘议局筹办处及禁烟局会办，安置归化垦民调查蒙边河套垦务，新疆通志局总纂，巡警、善后等局及兴殖银行会办。
中华民国成立后，王学曾历任新疆焉耆府知府，喀什噶尔兵备道，新疆内务司长，新疆政务厅厅长（奉令驻京办事）；充政治会议议员、约法会议议员；获授二等嘉禾章。

## 著作
- （清）王学曾撰，地球三字经  四卷，山东乐陵，光绪三十年（1904年）刻印[2]
- 矩矩斋文集[2]
- 新疆通志[2]

## 延伸阅读
[在维基数据编辑]
 《明史卷二百三十三》，出自《明史》

### 書目
- （清）法式善等，《清秘述聞三種》，中華書局，清代史料筆記叢刊，ISBN：ISBN 7101017428。
- 约法会议秘书厅编. . 北京: 约法会议秘书厅. 1915.